# 瑞莫
瑞莫（法語：Jumeaux，法語發音：[ʒymo] ⓘ）是法国多姆山省的一个市镇，位于该省南部，属于伊苏瓦尔区。

## 地理
瑞莫（45°25'52"N, 3°20'24"E）面积7.13 平方千米，位于法国奥弗涅-罗讷-阿尔卑斯大区多姆山省，该省份为法国中南部省份，北起阿列省接壤，东临卢瓦尔省，南至上盧瓦爾省和康塔爾省，西接科雷兹省和克勒兹省。
与瑞莫接壤的市镇（或旧市镇、城区）包括：韦泽祖、欧扎拉孔贝勒、布拉萨克莱米讷、埃斯泰伊、圣让圣热尔韦。

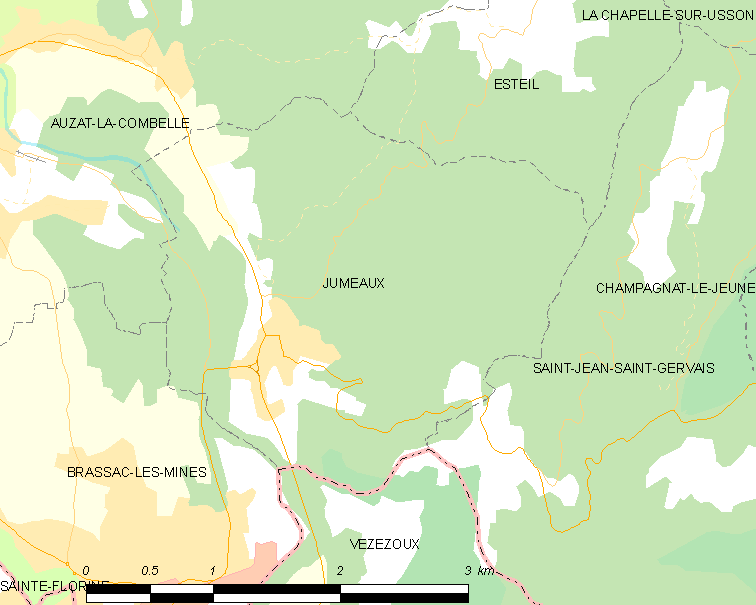
瑞莫的OSM定位图

瑞莫的时区为UTC+01:00、UTC+02:00（夏令时）。

## 行政
瑞莫的邮政编码为63570，INSEE市镇编码为63182。

## 政治
瑞莫所属的省级选区为布拉萨克莱米讷县。

## 人口

1962-2008年间瑞莫人口变化图示

瑞莫于2022年1月1日时的人口数量为563人。